# Ancistrocerus sichelii
Ancistrocerus sichelii är en stekelart som först beskrevs av Henri Saussure.  Ancistrocerus sichelii ingår i släktet murargetingar, och familjen Eumenidae. Inga underarter finns listade i Catalogue of Life.